# فرودگاه شهری کاوینگتون (تنسی)
فرودگاه شهری کاوینگتون (تنسی) (به انگلیسی: Covington Municipal Airport (Tennessee)) یک فرودگاه همگانی بهره‌برداری هوایی است که یک باند فرود آسفالت دارد و طول باند آن ۱۵۲۵ متر است. این فرودگاه در کشور ایالات متحده آمریکا قرار دارد و در ارتفاع ۸۵ متری از سطح دریا واقع شده‌است.